# Супойський переказ
Супойський переказ — один з двох козацьких родових переказів, записаних у носія Спасу, спадщанця Леоніда Петровича Безклубого. Інший переказ — Скупський. Перше відоме писемне джерело, де він був записаний — книга Олександра Косухи «Вільний спосіб життя». Згідно з наявною інформацією, цей переказ передав Леоніду Петровичу його дід Сергій Чорний. Супойський переказ, бо записаний в долині річки Супій.
|  | …Колись в сиву давнину народив Батько Коло з Матір’ю Дажземлею грозовою під час нічної грози люд вкраїнський Опалені Дерева та й дав їм землю з півночі на опівдень од моря до моря та з заходу на схід од Дунаю до Дніпра-Дону та й заповів їм не ходити за ту землю та не оддавати а щоб сильні були пов’язав Словом поки шанувати будете Мене з Матір’ю та Слово оте стосове будете неуборимі доки бринітиме отой Звичай в совісті душі вашій та дав брата свого Місяця на сторожу козацтву тому характерному щоб берегли землю ту денно і нощно а щоб вправні були та згуртовані то докинув вісім променів своїх козацьких на небо щоб у скруту поглядали на воза того та знали в чім сила їхня козацька й була од Батька сторожа чорна зненависть безмежна та завбачливість розуму од підступу межи товариства неправди проти Звичаю та до ворога лють а од Матері Землі грозової любов безмежна до люду Краю сім’ї своєї така червона аж багряна як сполох небесний… |